# Philip Bynoe
Philip Earl Bynoe é um baixista estadunidense conhecido por seus trabalhos em estúdio e ao vivo com o guitarrista virtuoso Steve Vai.
Além do trabalho com o Vai, Philip já trabalhou com Kevin Eubanks and The Tonight Show Band, Dorian Holley (Michael Jackson), Slash, Charlie Farren, Daniele Liverani (Genius: A Rock Opera) e Tony MacAlpine.
Ganhou por 3 vezes o premio Emmy Award como o melhor baixista dos EUA.
Além do baixo, ele também toca teclado e Violoncelo.